# Sexify
Sexify – polski serial komediowo-obyczajowy w reżyserii Kaliny Alabrudzińskiej i Piotra Domalewskiego udostępniany od 28 kwietnia 2021 na platformie VOD Netflix.

## Fabuła
Studentki Natalia, Paulina oraz Monika marzą o wygraniu konkursu na najlepszy start-up. Decydują się na stworzenie aplikacji Sexify, która ma odkrywać świat seksualności i kobiecego orgazmu. 
W drugim sezonie z pomocą surowej inwestorki Małgorzaty, trzy przyjaciółki starają się wejść na rynek zderzając się z konkurencyjną aplikacją Sexiguy. 

## Obsada
| Aktor                 | Rola                         | Lata występowania       |
| --------------------- | ---------------------------- | ----------------------- |
| Aleksandra Skraba     | Natalia Dumała               | 2021–2023 (1.–2. sezon) |
| Maria Sobocińska      | Paulina Malinowska           | 2021–2023 (1.–2. sezon) |
| Sandra Drzymalska     | Monika Nowicka               | 2021–2023 (1.–2. sezon) |
| Cezary Pazura         | Marek Nowicki, ojciec Moniki | 2021–2023 (1.–2. sezon) |
| Bartosz Gelner        | Konrad                       | 2021–2023 (1.–2. sezon) |
| Wojciech Solarz       | doktor Krynicki              | 2021–2023 (1.–2. sezon) |
| Edyta Torhan          | matka Natalii                | 2021–2023 (1.–2. sezon) |
| Sebastian Stankiewicz | „Jabba”                      | 2021–2023 (1.–2. sezon) |
| Piotr Pacek           | Mariusz                      | 2021–2023 (1.–2. sezon) |
| Jan Wieteska          | Adam                         | 2021–2023 (1.–2. sezon) |
| Magda Grąziowska      | Lilith                       | 2021–2023 (1.–2. sezon) |
| Kamil Wodka           | Rafał Paluch „Kripol”        | 2021–2023 (1.–2. sezon) |
| Małgorzata Foremniak  | Joanna Nowicka, matka Moniki | 2021 (1. sezon)         |
| Ewa Szykulska         | portierka                    | 2021 (1. sezon)         |
| Zbigniew Zamachowski  | dziekan                      | 2021 (1. sezon)         |
| Magdalena Schejbal    | pani Zofia z dziekanatu      | 2021 (1. sezon)         |
| Dobromir Dymecki      | Maks Oleksiak                | 2023 (2. sezon)         |
| Nikodem Rozbicki      | raper „Młody Małolat”        | 2023 (2. sezon)         |
| Izabela Kuna          | Małgorzata Dębska            | 2023 (2. sezon)         |
| Rafał Dziwisz         | Zygmunt Malinowski           | 2023 (2. sezon)         |
| Greta Burzyńska       | Marlena                      | 2023 (2. sezon)         |
| Marcin Bubułka        | Grzegorz                     | 2023 (2. sezon)         |
| Zuzanna Puławska      | pani „kanapka”               | 2023 (2. sezon)         |

## Spis serii
| Seria | Seria | Sezon       | Odcinki  | Data publikacji  |
| ----- | ----- | ----------- | -------- | ---------------- |
|       | 1.    | wiosna 2021 | 1–8 (8)  | 28 kwietnia 2021 |
|       | 2.    | zima 2023   | 9–16 (8) | 11 stycznia 2023 |